# RFU Championship 1998-99
La RFU Championship 1998-99 fue la decimosegunda edición del torneo de segunda división de rugby de Inglaterra.

## Sistema de disputa
Los equipos se enfrentaran todos contra todos en condición de local y de visitante, totalizando 26 partidos en la fase regular.

## Clasificación
| Pos. | Equipo           | Encuentros | Encuentros | Encuentros | Encuentros | Tantos | Tantos | Tantos | Puntos |
| Pos. | Equipo           | PJ         | PG         | PE         | PP         | F      | C      | Dif    | Puntos |
| ---- | ---------------- | ---------- | ---------- | ---------- | ---------- | ------ | ------ | ------ | ------ |
| 1    | Bristol Bears    | 26         | 22         | 0          | 4          | 848    | 418    | 430    | 44     |
| 2    | Rotherham RUFC   | 26         | 22         | 0          | 4          | 756    | 336    | 420    | 44     |
| 3    | Worcester        | 26         | 18         | 0          | 8          | 716    | 409    | 307    | 34     |
| 4    | London Welsh     | 26         | 17         | 0          | 9          | 662    | 552    | 110    | 34     |
| 5    | Exeter Chiefs    | 26         | 14         | 1          | 11         | 591    | 598    | –7     | 29     |
| 6    | Leeds Tykes      | 26         | 16         | 0          | 10         | 713    | 367    | 346    | 28     |
| 7    | Coventry RFC     | 26         | 14         | 0          | 12         | 652    | 560    | 92     | 28     |
| 8    | Orrell RUFC      | 26         | 12         | 0          | 14         | 566    | 483    | 83     | 24     |
| 9    | Waterloo RFC     | 26         | 12         | 0          | 14         | 419    | 634    | –215   | 24     |
| 10   | Moseley Rfc      | 26         | 10         | 0          | 16         | 498    | 633    | –135   | 20     |
| 11   | Rugby Lions      | 26         | 9          | 0          | 17         | 425    | 660    | –235   | 18     |
| 12   | Wakefield RFC    | 26         | 6          | 0          | 20         | 469    | 812    | –343   | 12     |
| 13   | Blackheath RC    | 26         | 5          | 0          | 21         | 419    | 842    | –423   | 10     |
| 14   | Fylde Rugby Club | 26         | 4          | 1          | 21         | 375    | 805    | –430   | 9      |

|  | Campeón.                            |
|  | Descendidos a la National League 1. |

| Bandera de Inglaterra |
| Campeón Bristol Bears |
| Primer título         |